# FieldTurf

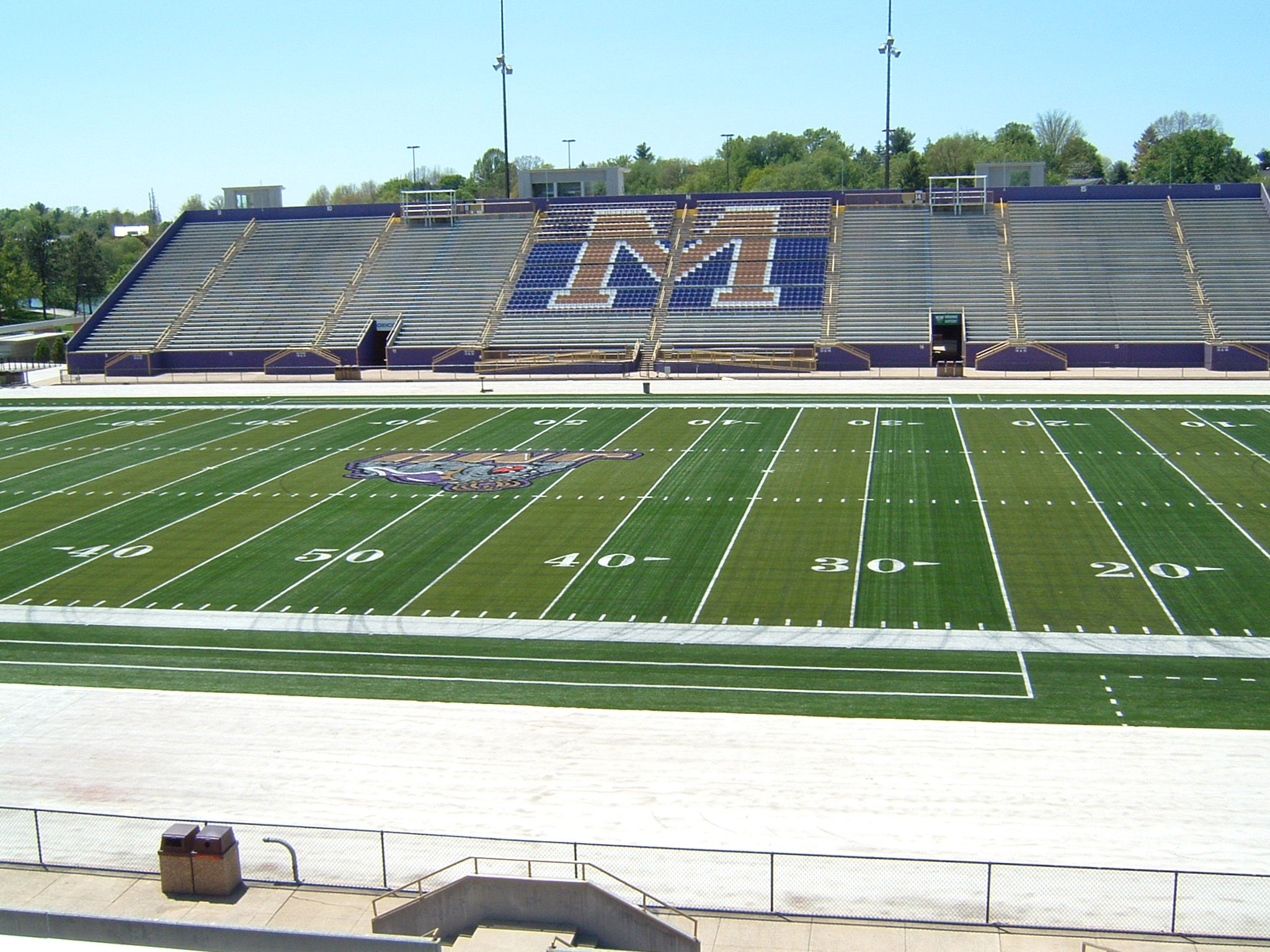
FieldTurf-Kunstrasen am Bridgeforth Stadium der James Madison University

FieldTurf ist eine Kunstrasen-Marke für Sportflächen. Er wird von der Firma FieldTurf Inc., die ihren Hauptsitz in Calhoun im US-Bundesstaat Georgia hat, hergestellt und vermarktet. Das Produkt erreichte in den späten 1990er-Jahren große Popularität. FieldTurf Inc. ist eine Abteilung der Firma Tarkett.

## Geschichte
1988 kaufte Jean Prévost die Patentrechte für das FieldTurf-Produkt. Für den FC Middlesbrough tätigte FieldTurf 1997 seine erste größere Rasen-Installation. Es folgten viele weitere Installationen, sodass bis 2012 auf über 7000 Sportfeldern FieldTurf zu finden ist. Das macht FieldTurf zum Marktführer.
FieldTurf verlor im Jahr 2000 ein Gerichtsverfahren und musste dem Konkurrenten AstroTurf 1,5 Millionen US-Dollar Strafe zahlen.
2005 kaufte der französische Bodenbelag-Hersteller Tarkett die bis dahin unabhängige FieldTurf Inc. auf. Im Mai 2010 kaufte FieldTurf die Firma EasyTurf, um sich Zugang zu dem wachsenden Kunstrasen-Markt für Privatleute in den USA zu verschaffen.